# República Popular de Donetsk

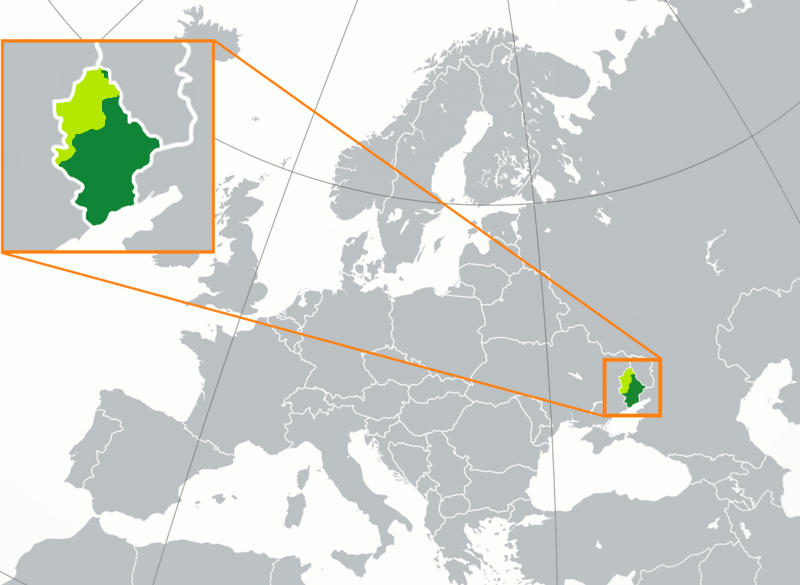
Em verde: território atualmente controlado pela RPD. Em verde claro: território controlado pela Ucrânia e reivindicado pela RPD.

A República Popular de Donetsk ou, aportuguesado, República Popular de Donetsque, abreviadamente, RPD (em russo:  Донецкая народная республика, transl. Donetskaya narodnaya respublika), foi uma entidade estatal com limitado reconhecimento na Europa Oriental. Juntamente com a República Popular de Lugansk, foi uma das entidades políticas reconhecidas pela Rússia, Coreia do Norte e Síria, além de Ossétia do Sul e Abecásia, mas não pela ONU. Localizada no território da bacia carbonífera do Donets, declarou independência da Ucrânia em 7 de abril de 2014.
De acordo com o artigo 2 da Constituição da Ucrânia, todo o território reivindicado pela RPD está sujeito à soberania do Estado ucraniano. Como resultado das hostilidades de 2014-2015, as regiões central e sul da região de Donetsk, cerca de um terço do território originalmente declarado, permanecem sob o controle da RPD.
Em 30 de setembro de 2022 a República Popular de Donetsk foi anexada pela Federação Russa, como súdito federal, por meio de referendo realizado de 23 a 27 de setembro do mesmo ano.

## História

### Antecedentes

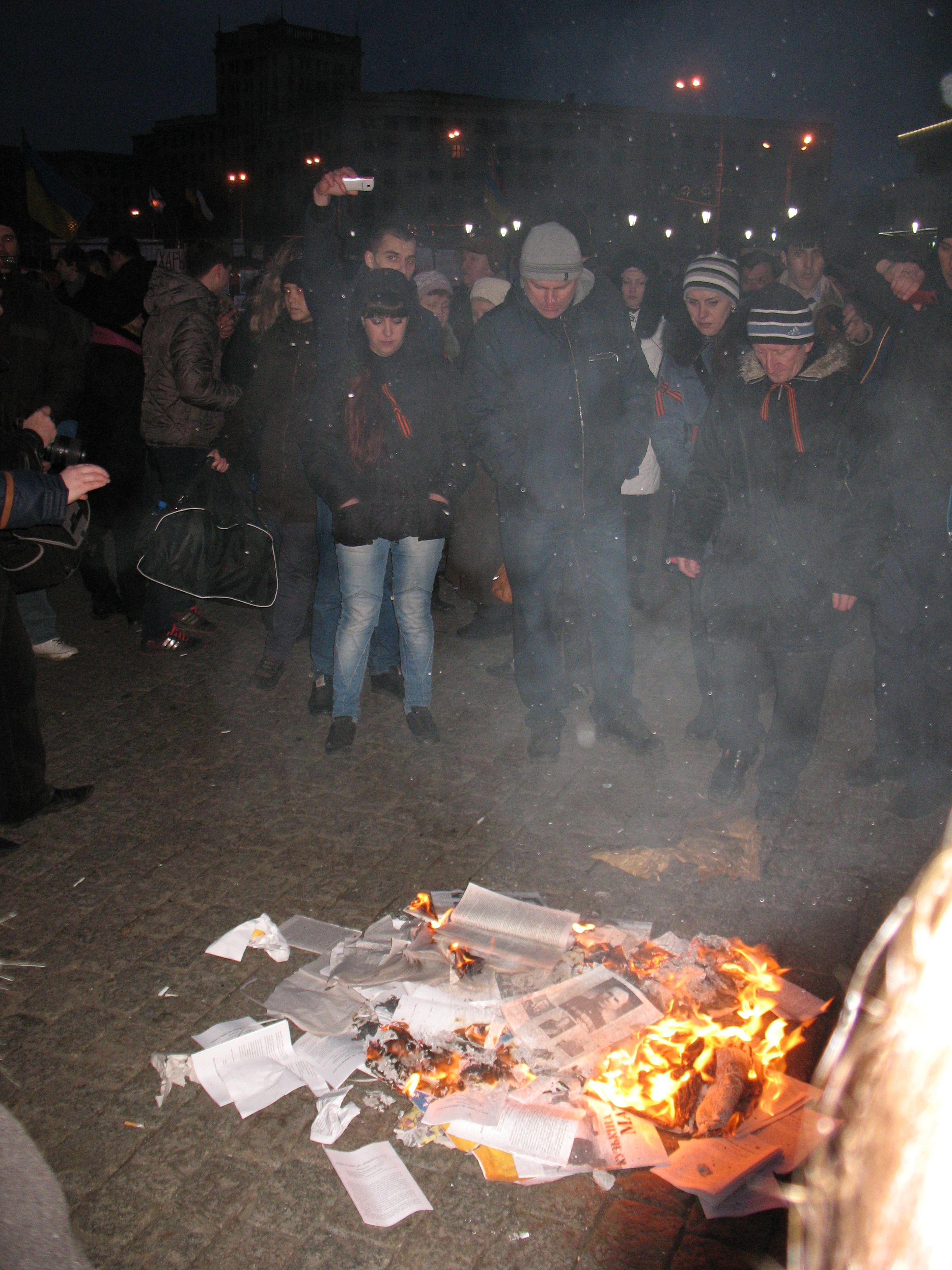
Queima de panfletos do partido ultranacionalista Setor Direito (Pravy Sektor) em uma praça de Carcóvia em 1 de março.

Após o Euromaidan e influenciado pelo referendo na Crimeia de 2014, vereadores do Oblast de Donetsk votaram no início de março de 2014 a favor de realizar um referendo para decidir o futuro da região administrativa. Em 3 de março, um grupo de pessoas invadiu o prédio da administração do Oblast, agitando bandeiras russas e gritos pró-Rússia. Após certa resistência a polícia retomou o controle do edifício.
Em 6 de abril, milhares de pessoas se reuniram em protesto contra o governo interino de Kiev. Os manifestantes invadiram um prédio da administração regional e retiraram a bandeira ucraniana que lá estava tremulada, em seu lugar hastearam uma bandeira russa.

### Proclamação

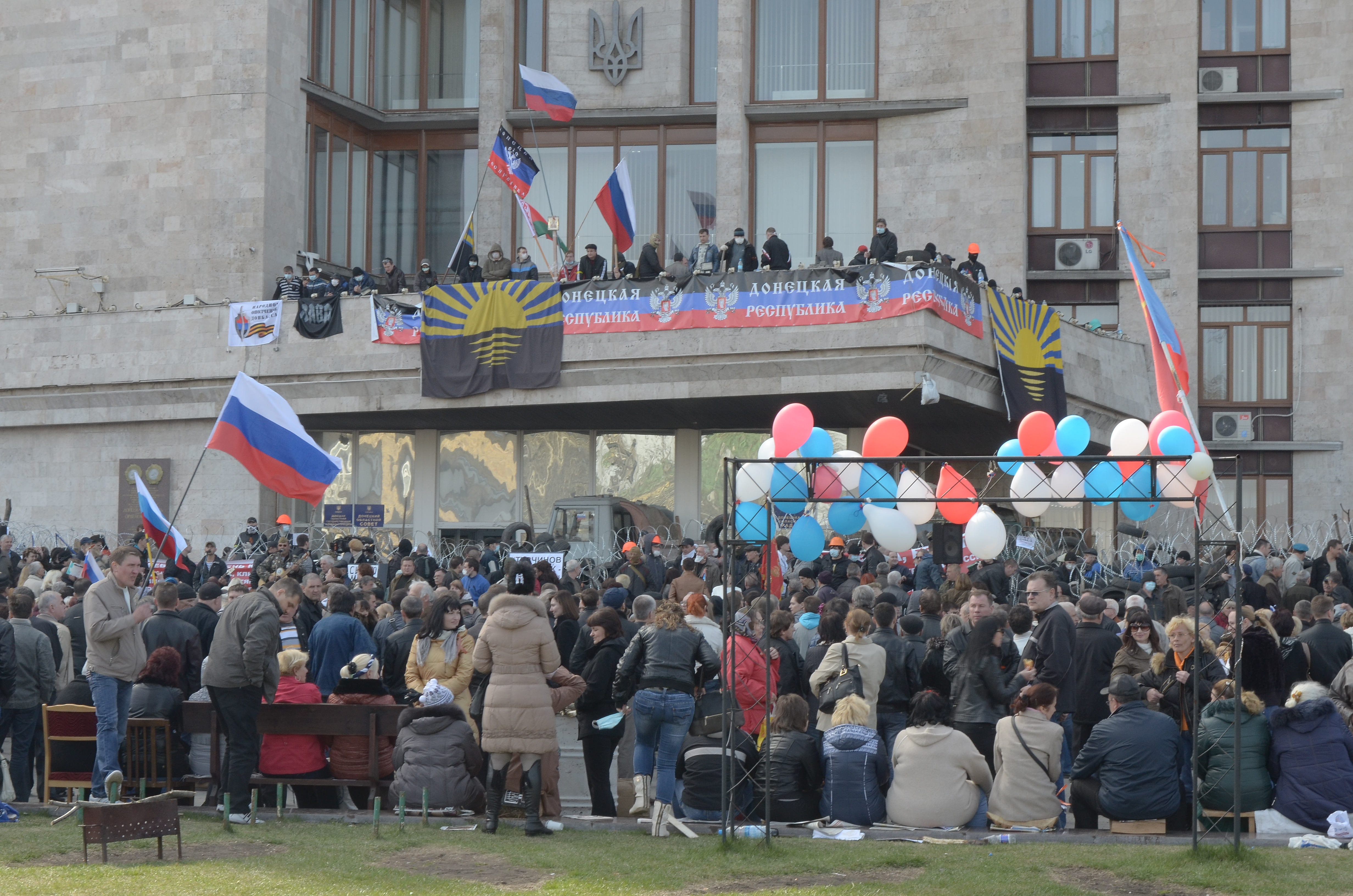
Manifestantes separatistas em Donetsk, erguendo bandeiras da Rússia e da sua autoproclamada república, em abril de 2014

Reunidos em Donetsk, manifestantes pró-Rússia proclamaram em 7 de abril a "República Popular de Donetsk". Em uma reunião na sede da administração regional de Donetsk a proclamação foi aprovada por unanimidade. Afirmou-se que a nova república foi estabelecida dentro dos limites da região de Donetsk e que um referendo sobre uma eventual adesão à Rússia será realizada até de 11 de maio.
Também decidiu criar como o órgão dirigente do Conselho do Povo Donetsk, sem reconhecer autoridades Kiev e relataram uma agressão e tentativa de assalto aos escritórios da televisão local. A nova República também pediu a Rússia para defender o povo russo dos "ataques criminosos" da Ucrânia.
No mesmo dia, foi proclamada no Oblast de Carcóvia a República Popular de Carcóvia, embora essa não teve sucesso em se estabelecer como as RPs de Luhansk e Donetsk.

## Geografia e demografia

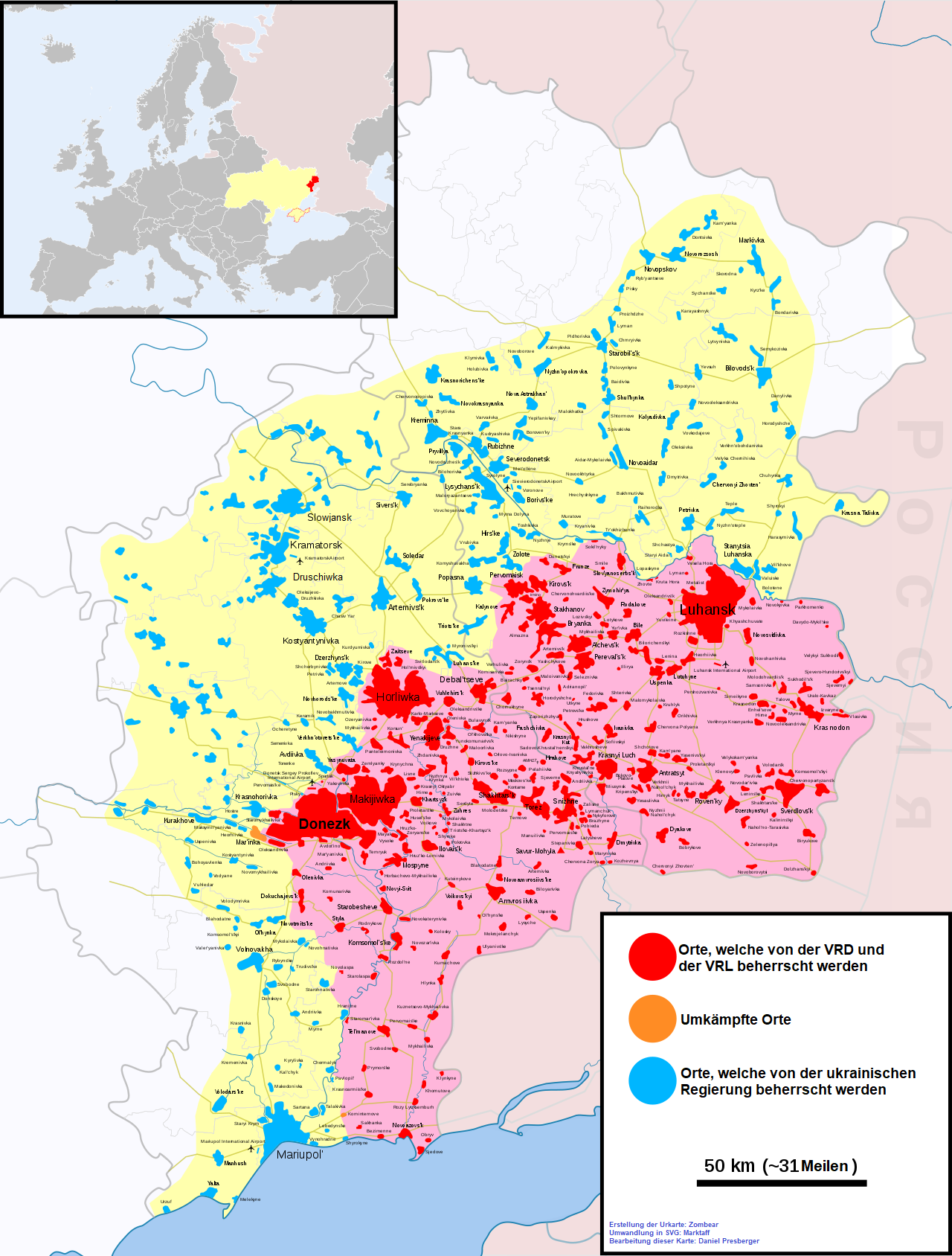
Território em Donetsk Oblast sob o controle da República Popular de Donetsk ou República Popular de Luhansk (em rosa), a partir de 2015.

A RPD atualmente controla uma área de cerca de 7 853 km2, que se estende desde a cidade de Novoazovsk, no sul, até a cidade de Debaltseve, no norte, mas de abril a julho de 2014 a república não reconhecida controlou a maior parte dos 26 517 km2 do Oblast de Donetsk da Ucrânia. Grande parte do território no mar de Azov ao norte de Sviatohirsk e Sloviansk, perto da fronteira com Kharkiv Oblast, foi colocado sob o controle do governo da Ucrânia no início de julho de 2014, após a ofensiva governamental pós-cessar-fogo e a área sob o controle dos rebeldes foi reduzida principalmente à cidade de Donetsk.  Em uma contra-ofensiva pró-russa de agosto de 2014, a República Popular de Donetsk recuperou parte do território perdido.  Em fevereiro de 2015, na Batalha de Debaltseve, ganhou território ao redor e incluindo a cidade de Debaltseve. Enquanto isso, o Batalhão Azov e a Guarda Nacional da Ucrânia capturaram território anteriormente controlado pela RPD perto de Mariupol para o governo ucraniano. Essas batalhas foram a última mudança significativa de território na guerra na Bacia do Donets (Donbas).
Em novembro de 2014, mais de 50% da população total do oblast de Donetsk, cerca de 1 870 000 pessoas, vivia em território controlado pelos separatistas. (de acordo com uma estimativa separatista de novembro de 2014). Em junho de 2015, estimava-se que cerca de metade das pessoas que viviam em território controlado pelos separatistas eram aposentados. Em fevereiro de 2022, documentos vazados sugeriam que aproximadamente 38% da população controlada pelos separatistas eram aposentados. Em novembro de 2019, o parlamento da RPD aprovou uma lei sobre as fronteiras estatais, pela qual reivindicava todo o Oblast de Donetsk, mas também estipulou que "resolução de conflito pendente" a fronteira da autoproclamada política seguiria a linha de engajamento. O russo é o idioma principal na Donbas, sendo que 74,9% da população da região tem o russo como sua primeira língua. Muitos dos moradores de origem russa estão localizados em centros urbanos; por isso o russo se tornou a língua franca da região.

## Reações

### Governo ucraniano
No dia do anúncio, o Conselho Superior da Ucrânia, em Kiev apresentou um projeto de lei sobre a imposição de emergência nas regiões de Lugansk, Donetsk e Carcóvia. Além disso, foi relatado que Kiev enviou tropas militares para áreas onde os governos tinham proclamado independentes.
Por sua parte, o primeiro-ministro interino Arseniy Yatseniuk, diretamente acusou a Rússia de lançar um "plano para desmembrar Ucrânia". Enquanto o presidente interino Olexandr Turtchynov disse que a Rússia tenta criar neste país "cenário da Crimeia" e que o governo está preparando operações de contraterrorismo contra manifestantes.

### Internacionais

Bandeira da República Popular de Donetsk de 2014 até 2018

O Ministério dos Negócios Estrangeiros da Rússia acusou as autoridades ucranianas de 'culpa' para todos os seus problemas e afirmou que os ucranianos querem obter uma resposta clara de Kiev a todas as suas perguntas e que é hora de ouvir essas ações. O ministério afirmou ainda que estava observando atenciosamente os acontecimentos na Ucrânia oriental e meridional.
O Secretário de Estado dos Estados Unidos, John Kerry, disse que os fatos "parecia ser espontâneo" e exortou a Rússia a repudiar publicamente as atividades dos sabotadores separatistas e provocadores em um telefonema ao seu homólogo russo, Sergei Lavrov.

## Lideranças

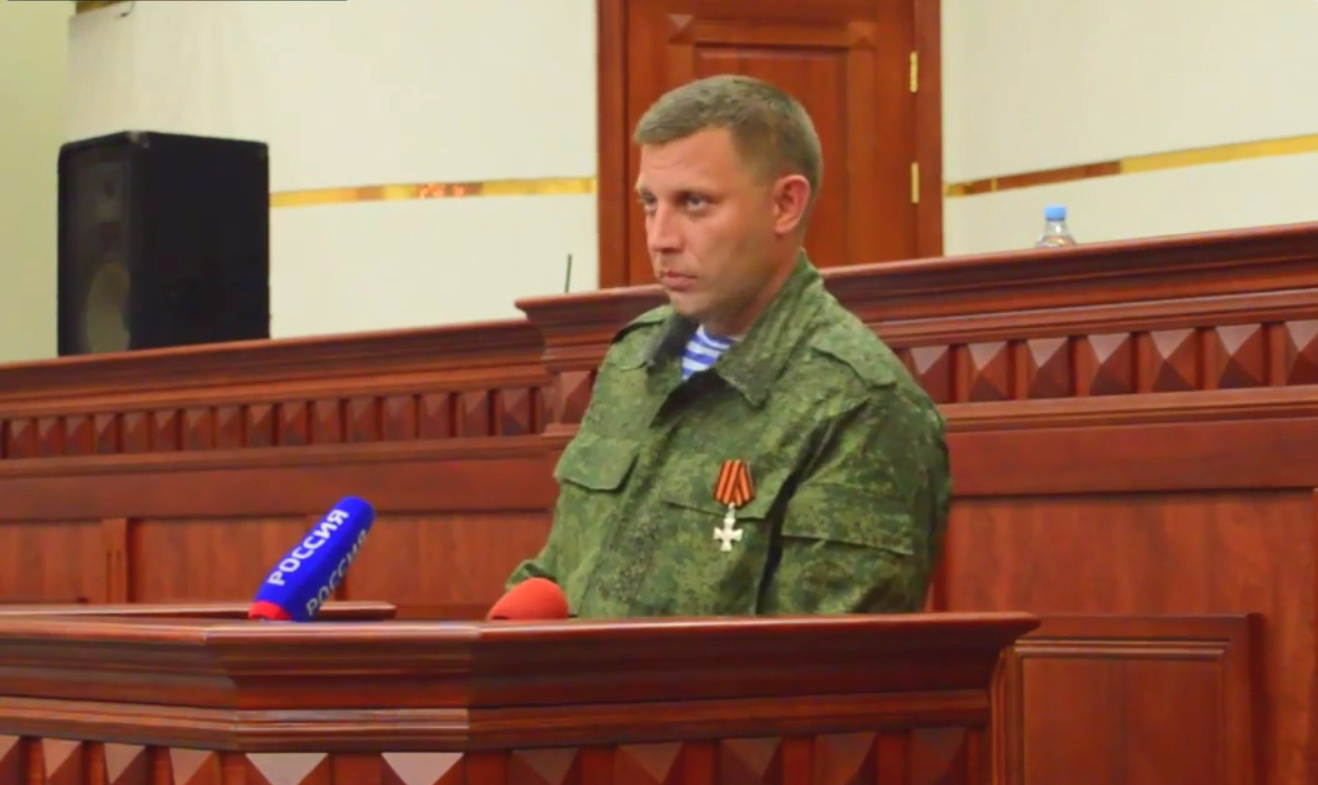
Alexandr Zakhartchenko, chefe de estado de 2014 até seu assassinato em 2018.

O primeiro líder do movimento da autodeclarada República Popular foi o governador Pavel Gubarev, que atualmente está preso sob a acusação de separatismo. Posteriormente, o presidente veio a ser Alexandr Zakhartchenko, mas, após o seu assassinato, em 31 de agosto de 2018, foi substituído por Dmitry Trapeznikov.
No dia 11 de outubro de 2018, foram realizadas eleições, vencidas por Denis Pushilin com mais de 60% dos votos.

## Direitos humanos

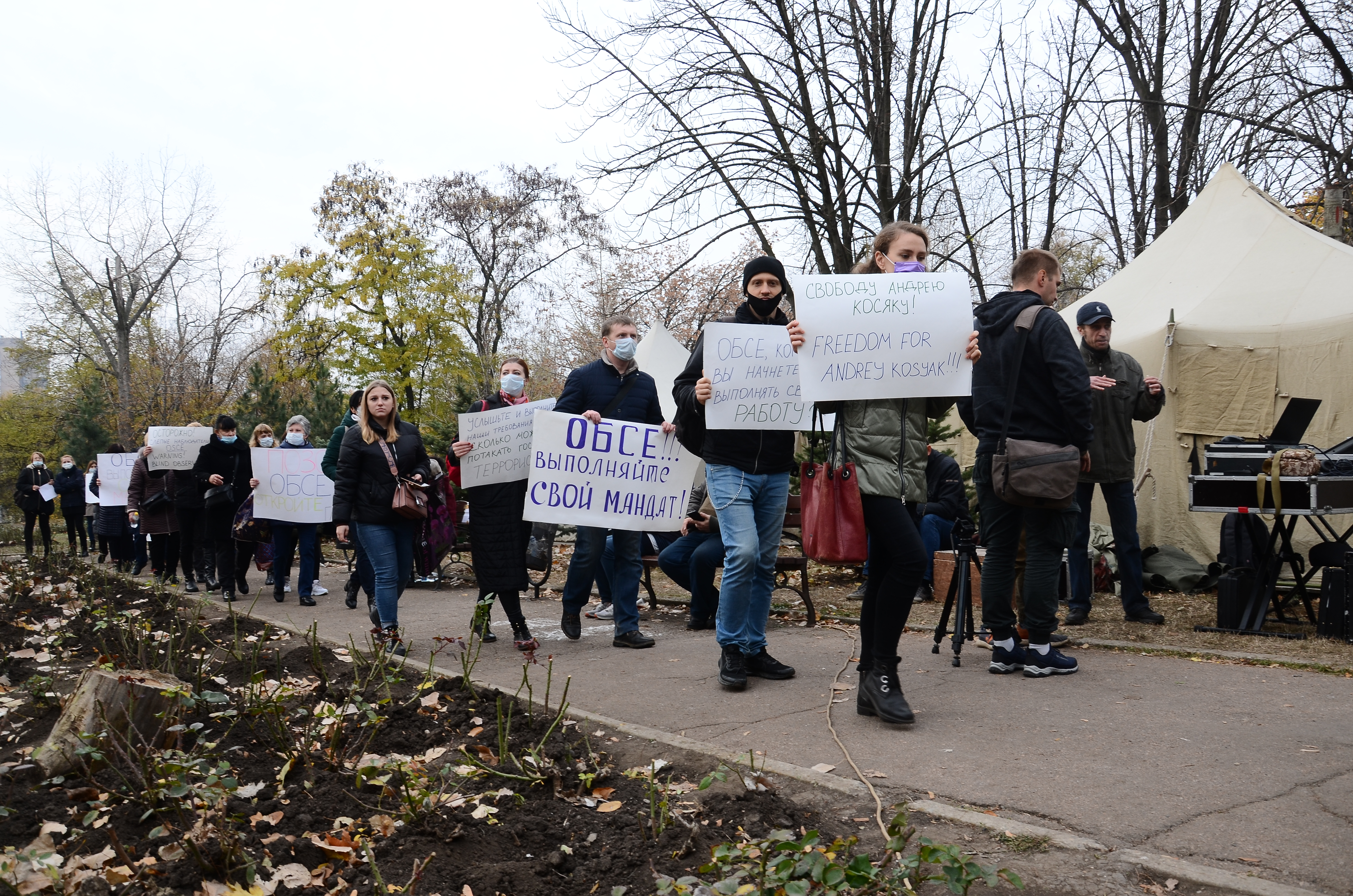
Protestos em Donetsk, contra a inação da OSCE

Durante a guerra na Donbas, houve muitos casos de desaparecimentos forçados na República Popular de Donetsk. O presidente Zakharchenko disse que suas forças detêm até cinco "subversivos ucranianos" todos os dias. Estima-se que cerca de 632 pessoas tenham sido detidas ilegalmente pelas forças separatistas antes de 11 de dezembro de 2014. O jornalista independente Stanislav Aseyev foi sequestrado em 2 de junho de 2017. No início, o governo da RPD de fato negou saber seu paradeiro, mas em 16 de julho, um agente do Ministério da Segurança do Estado confirmou que Aseyev estava sob sua custódia e que há suspeita de espionagem; a mídia independente não pode denunciar a partir do território controlado pela RPD. A Amnesty International exigiu que Zakharchenko liberasse Stanislav Aseyev, 85 86 algo que ele não conseguiu.